# Salvador Montó

Salvador Montó Rabadán (Valencia, 5 de diciembre de 1963) es un pintor español.

## Reseña biográfica
Salvador Montó  Archivado el 24 de septiembre de 2015 en Wayback Machine. realiza sus primeras exposiciones en salas municipales y corporativas, pero en 1992 su carrera da un giro cuando decide presentarse a concursos de pintura y tras ser seleccionado en varios de ellos, en septiembre obtiene la "Medalla de Plata" del Certamen Nacional de Pintura de Salamanca, momento en el que decide dedicarse de manera profesional a la pintura.
Ese mismo año, en el mes de noviembre, Salvador Montó expone por vez primera de manera individual en la Galería Alfama (Madrid), donde los Duques de Alba adquieren una de sus obras. En los años siguientes participó en los más prestigiosos certámenes de pintura, tanto nacionales como internacionales, y obtiene el Primer Premio en 6 de ellos, además de numerosas Menciones de Honor y Diplomas. También ha obtenido la "Medalla de Honor BMW" del prestigioso certamen de pintura BMW, en los años 1993, 1996, 2000 y 2002.
Su proyección internacional comienza en 1995 cuando, junto con otros cuatro artistas, expone en la Galería La Boheme en Miami (USA). Desde ese momento, Salvador Montó compagina el trabajo en España y en el extranjero, y en los años sucesivos expone colectivamente y en ferias de arte en Londres, Estrasburgo, Siegen (Alemania), Buenos Aires, Berlín, Roma, Milán, Gante, Innsbruck, Cracovia, Verona, Parma y Bruselas. Asimismo realiza exposiciones individuales en Milán, Brescia y Bruselas. Desde su primera exposición individual de 1992 en Madrid hasta la actualidad, ha expuesto de modo regular en las principales ciudades españolas, como Madrid, Barcelona, Sevilla, Córdoba, Gijón, Bilbao, Marbella y Valencia, en diferentes Galerías de Arte.
En los años 1998 y 2006 se publicaron dos monografías sobre el trabajo de Salvador Montó, tituladas "El paisaje interior" y "New York works".

## Obra
PRINCIPALES PREMIOS:
Mención de Honor Certamen EMASESA Fuentes de Sevilla, Sevilla, 2014.

Segundo Premio 51 edición Premio Ejército de Pintura. Madrid 2013.

Mención de Honor Premio Ejército del Aire de Pintura. Madrid 2013.

Medalla de Honor XVII Premio BMW de Pintura. Madrid 2002.

Medalla de Honor XV Premio BMW de Pintura. Madrid 2000.

Primer Premio XX Salón de Otoño de Pintura de Plasencia. Caja de Extremadura. 1998.

Segundo Premio V Certamen Ciudad de Tudela de Pintura. 1997.

Diploma VII Concurso Internacional de Pintura Fundación Barceló. Palma de Mallorca 1997.

Premio de Honor Extraordinario del 25 Aniversario de la creación del Certamen Nacional de Artes Plásticas Caja de Guadalajara. 1997.

Primer Premio III Certamen Nacional de Pintura Fundación de los Agentes Comerciales. Madrid 1997.

Primer Premio IV Certamen Nacional de Pintura “Adolfo Lozano Sidro”. Priego de Córdoba. Córdoba 1997.

Finalista XIV Premio “Blanco y Negro” de Pintura. Madrid 1996.

Medalla de Honor XI Premio BMW de Pintura. Madrid 1996.

Primer Premio XXIII Certamen Nacional de Pintura Caja de Guadalajara. Guadalajara 1995.

Mención de Honor XVI Salón de Otoño de Pintura Caja de Extremadura. 1994.

Primer Premio XXII Certamen Nacional de Pintura Caja de Madrid. Madrid 1994.

Primer Premio XII Certamen Nacional de Pintura Osborne. Puerto de Santa María. Cádiz 1994.

1ª Mención de Honor XXI Certamen Nacional de Pintura Caja de Madrid. Madrid 1993.

Medalla de Honor VIII Premio BMW de Pintura. Madrid 1993.

Medalla de Plata IV Certamen Nacional de Pintura Caja Rural de Salamanca. Salamanca 1992.

PRINCIPALES COLECCIONES:
Colección Duques de Alba.

Patrimonio Nacional. Ejército del Aire.

Patrimonio Nacional. Ejército de Tierra.

Colección Caja de Madrid.

Colección Osborne.

Museo Infanta Elena, Tomelloso.

Fundación Goerlich.

Colección Caixa Tarragona.

Academia de Bellas Artes Santa Cecilia. Puerto de Santa María. Cádiz.

Pontiacapital Fundación.

Embajada de Guatemala. España.

Colección Caja Rural de Salamanca.

Colección Caja de Ahorros de Guadalajara.

Ayuntamiento de Tudela.

Colección Mármoles del Ebro.

Diputación Provincial de Valencia.

Fundación de los Agentes Comerciales de España.

Caja Sur.

Colección Lladró.

Caja Extremadura.

Colección Banco de Valencia.

Fundación Sedesa. Valencia.

Colección Autoridad Portuaria. Valencia.

Museo del Paisaje Español Contemporáneo Antonio Povedano. Córdoba.

IMASS Comunicación.

El Corte Inglés. España.

Colección Academia de España. Roma.

Fundación Comunidad Valenciana. Bruselas.

Colegio de Arquitectos de Canarias. Tenerife.

Ayuntamiento Santa Cruz de Tenerife.

Cajacanarias.

Cabildo Insular de Tenerife.

Presidencia del Gobierno de Canarias.

Colecciones privadas de España, Italia, Francia, USA y Gran Bretaña.